# Aleksandr Kurynov
Aleksandr Pavlovich Kurynov (en russe : Александр Павлович Курынов), né le 8 juillet 1934 et mort le 30 novembre 1973, est un haltérophile russe.
Il a remporté une médaille d'or aux Jeux olympiques d'été de 1960 et trois titres mondiaux de 1961 à1963. Il a également établi 15 records du monde entre 1958 et 1964 ,.

## Biographie
Kurynov commence à s'entraîner en haltérophilie en 1954 alors qu'il étudie à l' Institut d'aviation de Kazan . En 1958 et 1959, il termine deuxième aux championnats nationaux et rejoint l'équipe nationale. Entre 1958 et 1967, Kurynov ne remporte qu'un seul titre national, en 1960, mais il  excelle au niveau international, remportant quatre championnats d'Europe consécutifs de 1960 à 1964, trois titres mondiaux consécutifs de 1961 à 1963 et une médaille d'or aux Jeux olympiques de 1960, à Rome. Malgré ses chances de remporter une médaille olympique en 1964, il est exclu de l'équipe par le responsable des entraîneurs, Arkady Vorobyov, qui n'approuve pas les méthodes d'entraînement de Kurynov .
Aleksandr Kurynov prend sa retraite peu de temps après avoir terminé troisième aux championnats nationaux de 1967. Il est brièvement entraîneur d'haltérophilie mais, diplômé de l'Institut de l'aviation de Kazan, il opte pour un emploi d'ingénieur à l'Institut de recherche en informatique de Kazan. Il succombe à une insuffisance rénale en 1973, à l'âge de 39 ans. Il est inhumé au cimetière d'Arskoe. Depuis 1974, un tournoi commémoratif est organisé à Kazan en son honneur .